# Staré Ždánice

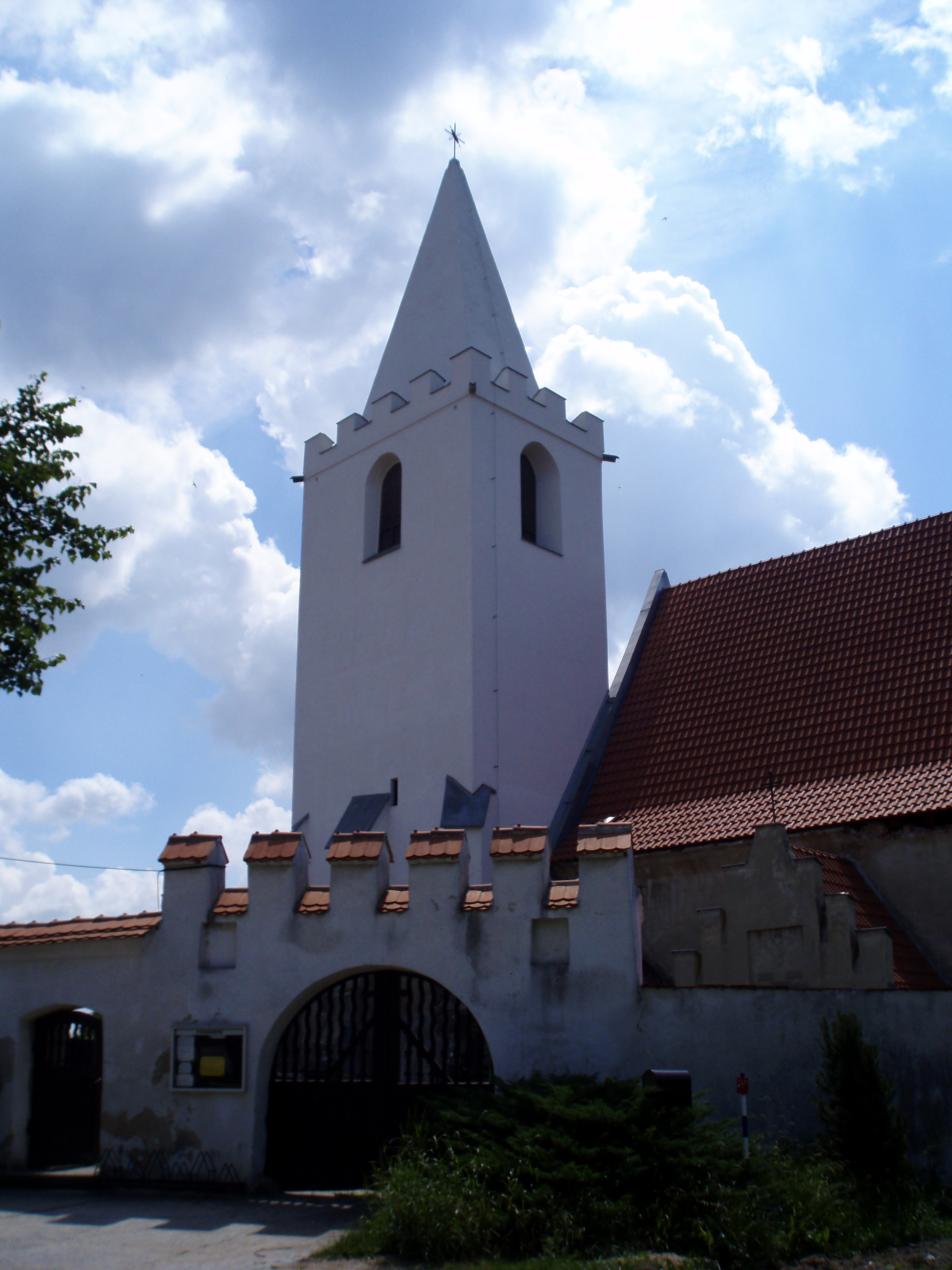
Kościół św. Wacława

Staré Ždánice – czeska wieś, która się znajduje w byłym powiecie Pardubice przy drodze z Hradca Kralowe do miasta Lázně Bohdaneč.

## Historia
Pierwszy dokument z wzmianką o wsi jest z 1339 r., ale wieś ta istniała już na przełomie XI i XII wieku i do upadku klasztoru w Opatowicach była jego majątkiem.

## Zabytki
- Gotycki Kościół św. Wacława z 1339 r. (wielokrotnie przebudowany)
- Dzwonnica
- Różne figury religijne
- Pomnik ofiar I wojny światowej
- Tradycyjna zabytkowa architektura wiejska
- Kanał Opatowicki